# Just Say Ozzy
Albums de Ozzy Osbourne
Ten Commandments
(1990) No More Tears
(1991)
Just Say Ozzy est un E P - Extended Play - d'Ozzy Osbourne enregistré en concert en novembre 1989 à Londres (Brixton Academy) et a été remasterisé le 22 août 1995. En plus de 4 chansons de son propre répertoire, il contient 2 pièces de Black Sabbath, Sweet Leaf et War Pigs. 
N.B. : Cet album a été supprimé du catalogue d'Ozzy Osbourne en 2002.

## Liste des titres
1. Miracle Man
2. Bloodbath In Paradise
3. Shot In the Dark
4. Tattooed Dancer
5. Sweet Leaf
6. War Pigs

## Note
- Le 20 juin 2007 sort au Japon une version remasterisée de l'album. Celle-ci ressemble à un petit vinyle. On peut l'acheter seul pour 34 USD ou en coffret avec les autres disques remasterisés cette année-là pour 295 USD.

## Personnel
- Ozzy Osbourne : Chant
- Zakk Wylde : Guitare
- Geezer Butler : Basse
- Randy Castillo : Batterie
- John Sinclair : Claviers